# Tetris (programma televisivo)
(Slogan del programma in uso dal 2007 al 2011.)
Tetris è stato un talk show televisivo nato su RaiSat Extra nel 2006, passato su LA7 a partire dall'edizione 2007/2008, dove è restato in onda fino al 2011.

## Format
Si trattava di un programma basato su un paradosso: mentre in Italia, nella realtà, la meritocrazia non esiste (tanto meno in ambito politico), i programmi TV, la finzione, si basano invece solo sul merito (riconosciuto dal voto del pubblico); quindi, per contrappasso, il programma trasformava il dibattito politico in un reality show in cui gli intervenuti al programma ricevevano alla fine dello stesso una valutazione numerica da parte dei giudici in studio, al fine di ottenere un vincitore. Il programma era prodotto dalla Wilder.